# Dansk Adels Forening
Dansk Adels Forening er en forening stiftet i 1984 ved sammenslutning af Foreningen til Udgivelse af Danmarks Adels Aarbog og Dansk Adelsforbund. Dansk Adels Forenings hovedformål er udgivelse af adelsårbogen. Som medlem kan optages enhver, der tilhører den danske adel ved fødsel eller gennem ægteskab.

## Formænd
Denne liste er ufuldstændig; hjælp gerne med at udfylde den.
- ?: Vilhelm baron Wedell-Wedellsborg
- 2005-2009: Claus Christian Castenskiold
- 2009-2015: Henrik baron Wedell-Wedellsborg
- 2015-nu: Anna von Lowzow